# Mindre borstspinnare
Mindre borstspinnare (Setina roscida) är en fjärilsart som först beskrevs av Denis och Ignaz Schiffermüller 1775.  Mindre borstspinnare ingår i släktet Setina, och familjen björnspinnare. Arten är reproducerande i Sverige.

## Bildgalleri

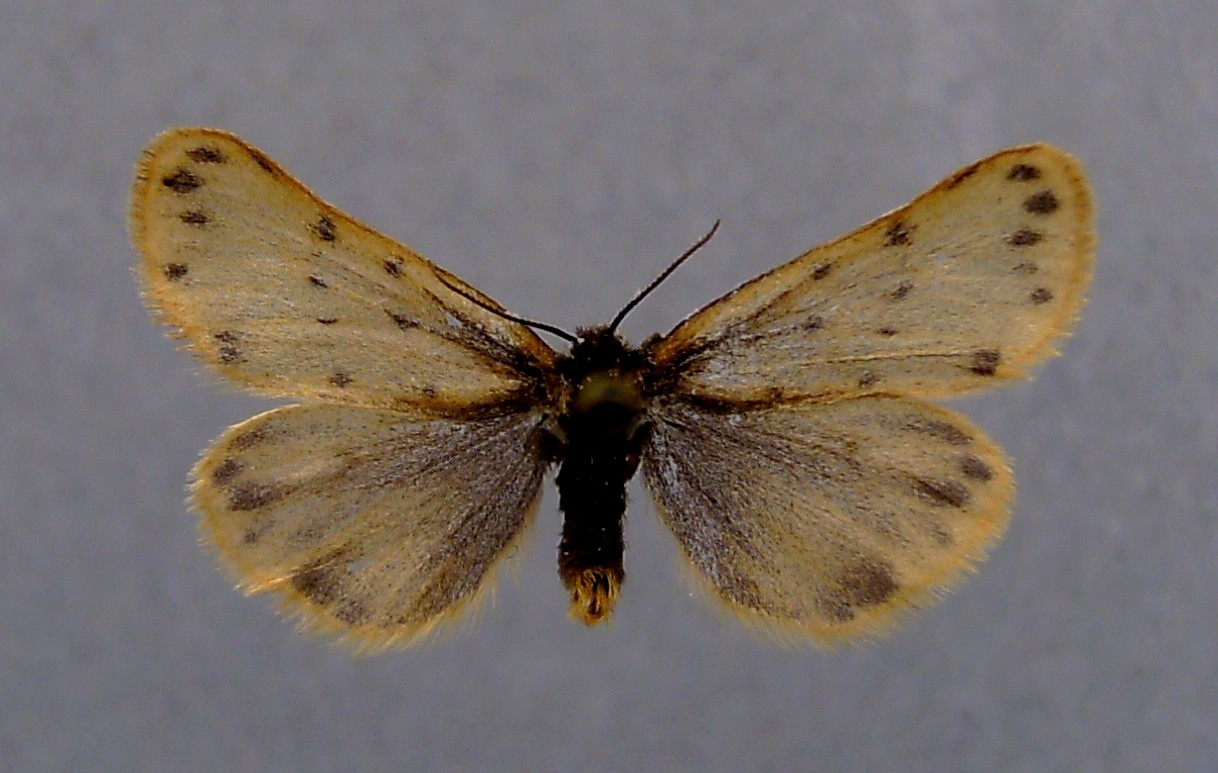
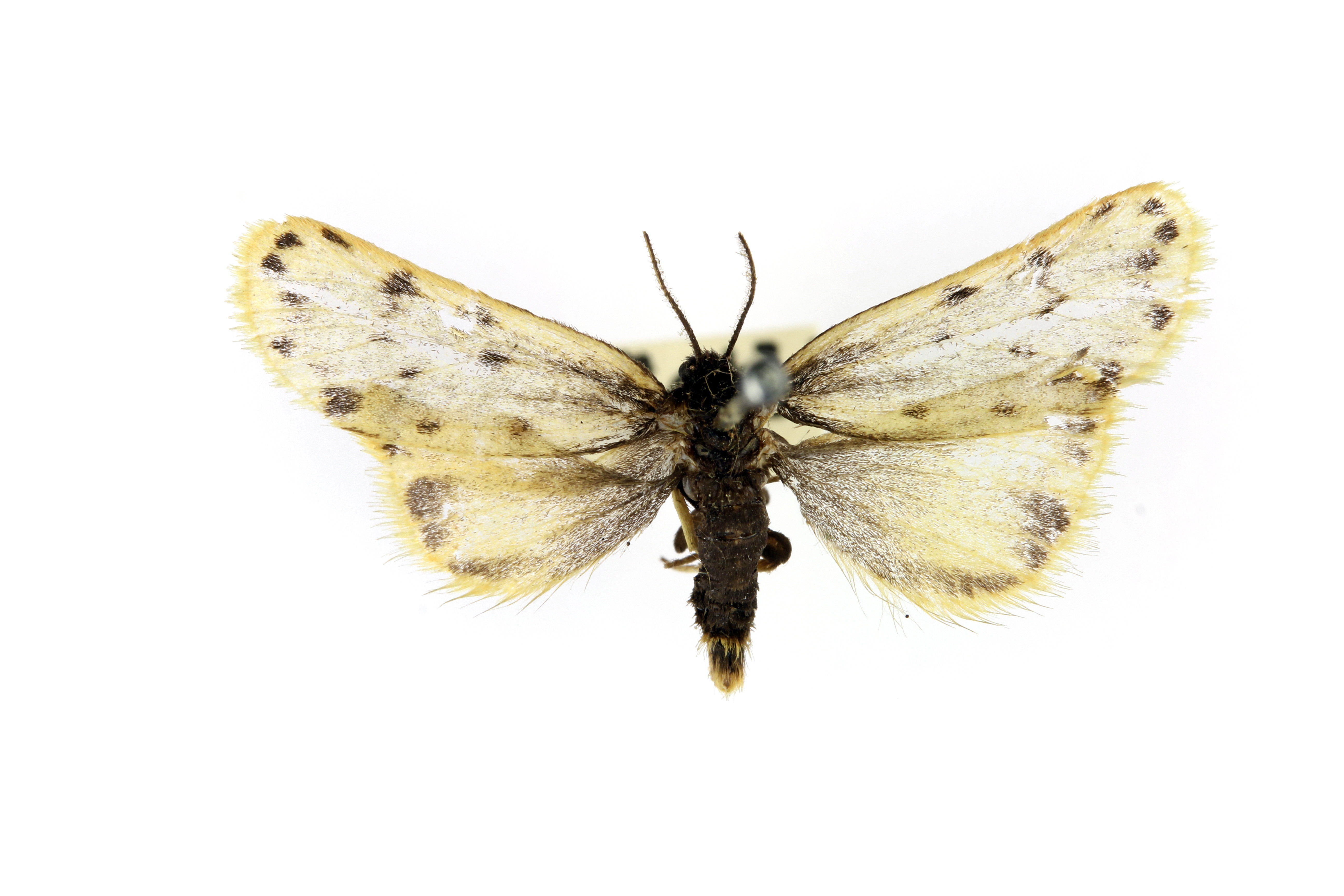
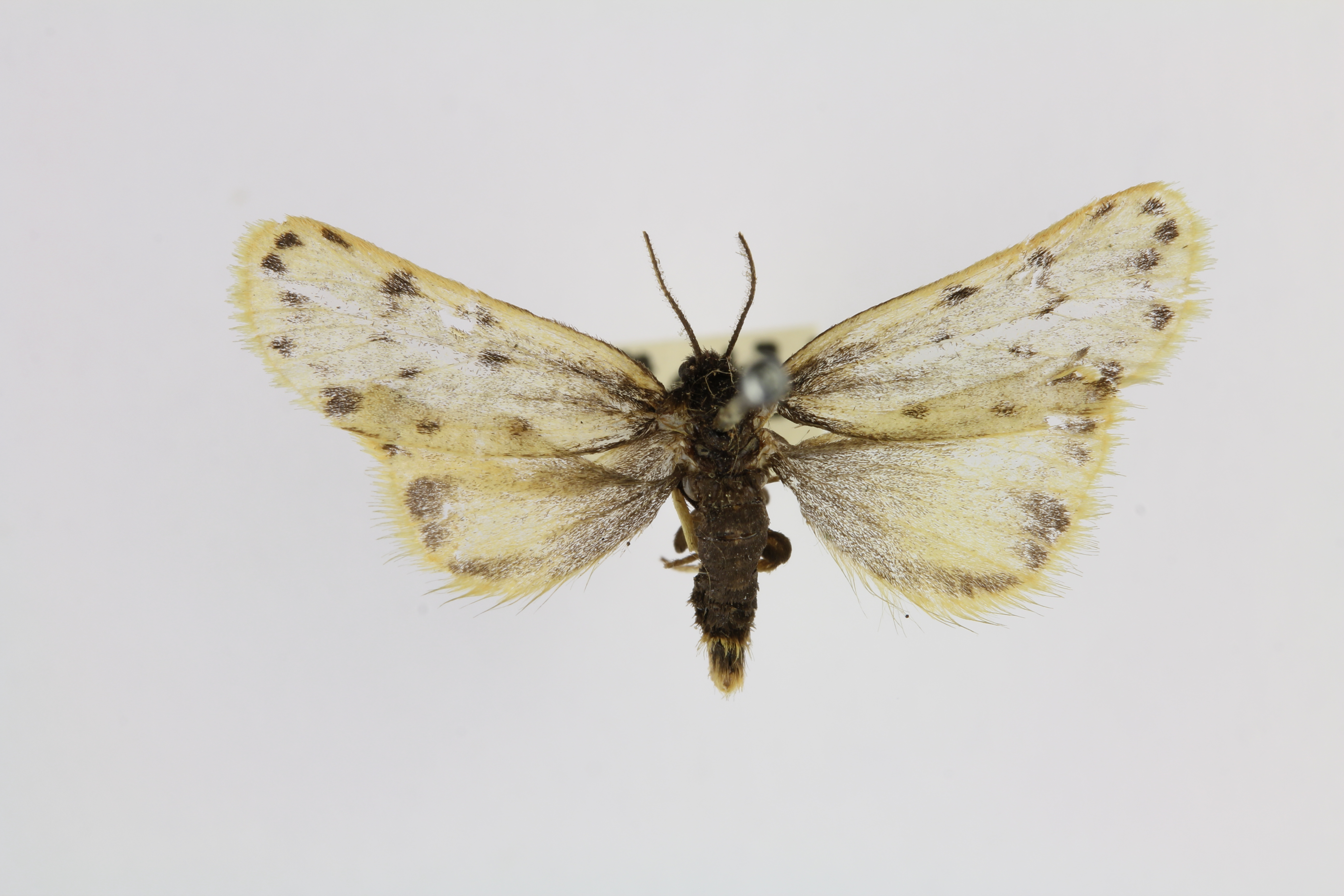